# Star Wars: The Clone Wars (colonna sonora)

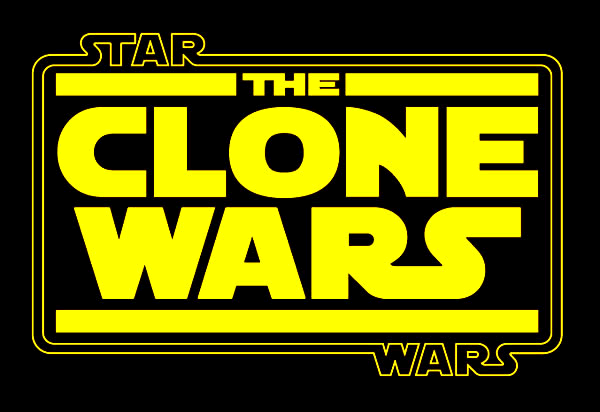
Logo della serie

Di seguito la colonna sonora del film e della serie animata statunitense Star Wars: The Clone Wars.
Inizialmente commissionata a Eric Rigler, che compose diverse partiture, basandosi sulla tradizionale musica bulgara e irlandese (ma che non furono mai utilizzati), la colonna sonora del film e della serie venne in seguito affidata a Kevin Kiner. Seguendo le indicazioni di Lucas, il compositore realizzò un tema musicale per ogni pianeta che compariva nella serie e diversificando i suoni con influenze musicali asiatiche, africane e incorporandole con la moderna musica elettronica. Rielaborò inoltre alcuni dei brani comparsi nei film, scritti da John Williams, adattandoli al tono più leggero e incalzante della serie. Ogni personaggio della serie, è stato per Kiner una fonte d'ispirazione per realizzare diversi percorsi musicali, in particolare i Jedi Luminara Unduli, Plo Koon e Ahsoka Tano.
Il lavoro di Kiner fu valutato positivamente dalla critica, che apprezzò il tentativo del musicista di sperimentare con nuove tipologie di suoni. In particolare, l'episodio finale della prima stagione, Ostaggi venne accostato al lavoro svolto da Hans Zimmer e James Newton Howard su Il cavaliere oscuro.

## Film
(Blake Matthews)
L'album, composto da trentadue tracce (per un totale di 67 minuti e 39 secondi), è stato distribuito dall'etichetta Sony Classical, a partire dal 12 agosto 2008. Nella confezione, oltre al CD, è presente un poster del film. La partitura utilizza diversi strumenti musicali mai sentiti prima nei film della saga, come sintetizzatori, chitarre elettriche, o strumenti etnici come il duduk, l'oud e il daiko.
Blake Matthews, sul sito Blogcritics.com, recensisce positivamente la partitura di Kiner e le sue scelte di nuovi strumenti, in quanto è riuscito a creare una nuova atmosfera musicale, che rimane al contempo familiare allo spettatore, mentre Jorn Tillnes, sul sito SoundtrackGeek.com, boccia in parte il lavoro di Kiner, definendolo "Non nello stile di Guerre stellari", aggiungendo che "Se volete averlo nella vostra collezione solo perché è Guerre stellari mi sta bene, ma se davvero amate la saga, allora andate ad ascoltare gli eccellenti lavori di John Williams".

### Tracce
1. Star Wars Main Title & A Galaxy Divided - 1:13
2. Admiral Yularen - 0:56
3. Battle Of Christophsis - 3:19
4. Meet Ahsoka - 2:44
5. Obi-Wan To The Rescue - 1:24
6. Sneaking Under The Shield - 4:24
7. Jabba's Palace - 0:45
8. Anakin vs. Dooku - 2:18
9. Landing On Teth - 1:43
10. Destroying The Shield - 3:08
11. B'omarr Monastery - 3:10
12. General Loathsom/Battle Strategy - 3:07
13. The Shield - 1:36
14. Battle Of Teth - 2:45
15. Jedi Don't Run! - 1:22
16. Obi-Wan's Negotiation - 2:07
17. The Jedi Council - 2:04
18. General Loathsom/Ahsoka - 3:39
19. Jabba's Chamber Dance - 0:42
20. Ziro Surrounded - 2:20
21. Scaling The Cliff - 0:45
22. Ziro's Nightclub Band - 0:53
23. Seedy City Swing - 0:34
24. Escape From The Monastery - 3:12
25. Infiltrating Ziro's Lair - 2:21
26. Courtyard Fight - 2:41
27. Dunes Of Tatooine - 2:00
28. Rough Landing - 3:03
29. Padmé Imprisoned - 0:50
30. Dooku Speaks With Jabba - 1:28
31. Fight To The End - 3:59
32. End Credits - 0:51

## Stagioni 1-6
La colonna sonora delle prime sei stagioni, chiamata Star Wars: The Clone Wars (Seasons One Through Six / Original Soundtrack), è stata pubblicata il 10 novembre 2014 in versione digitale e il 6 dicembre 2014 come vinile dalla Walt Disney Records. Il suo rilascio è stato annunciato nel corso di un podcast da Kevin Kiner nel luglio 2014. L'album contiene 28 tracce per un totale di circa 57 minuti e comprende musica da ogni stagione di The Clone Wars. A parte un paio di titoli che sono stati messi a disposizione sul sito ufficiale di Kiner, questa è la prima uscita ufficiale della colonna sonora della serie, con l'eccezione di quella uscita per il film omonimo.

### Tracce
1. Ahsoka Saves Anakin – 2:12
2. Plo Koon – 1:41
3. Rodia – 2:23
4. Padmé – 1:39
5. Victory on Ryloth (con Takeshi Furukawa) – 1:49
6. Jedi Master Aayla Secura – 1:31
7. Jedi Master Luminara – 2:07
8. Anakin Wants Her Alive – 2:17
9. Padmé and Ahsoka – 2:00
10. Plo Koon Alone – 1:38
11. Death of a Master (con Takeshi Furukawa) – 1:26
12. Maul, Savage and Viszla (con Takeshi Furukawa) – 2:46
13. Obi-Wan and Satine (con Takeshi Furukawa) – 2:44
14. Ventress the Nightsister – 2:35
15. Kit Fisto Duels Grievous – 2:02
16. The Clones – 2:29
17. Youngling Jedi – 1:49
18. Anakin and Padmé – 1:48
19. Anakin Sees His Future (con Matthew St. Laurent) – 2:28
20. Darth Maul Breaks Obi-Wan – 1:54
21. Maul and Savage Duel Palpatine (con David G. Russell) – 2:52
22. The Mandalorians of Death Watch – 2:20
23. Jedi Eulogy (con Takeshi Furukawa) – 1:08
24. Rogue Jedi (con Takeshi Furukawa) – 2:00
25. Ahsoka’s Fall – 1:54
26. Ahsoka Leaves – 2:22
27. Duel In the Jedi Temple – 1:33
28. Yoda's Journey Ends – 2:06

## Settima stagione

### Episodi 1-4
Il 13 marzo 2020 è stata pubblicata la colonna sonora del primo arco di quattro episodi della settima e ultima stagione della serie.

#### Tracce
1. Star Wars Main Title / A Galaxy Divided (con The City of Prague Philharmonic Orchestra) – 1:13
2. Misplaced Hope – 1:48
3. Droids Approaching – 2:04
4. Clones Retreat – 2:28
5. Anakin and Padmé – 1:49
6. Chase in the Sky – 3:14
7. Poltechs – 3:13
8. Search Party – 2:21
9. Escape Route – 1:56
10. Walkers Battle – 3:11
11. Mission Begins – 2:41
12. Ticking Time Bomb – 2:50
13. Bad Batch Heroics – 2:09
14. Finest Troopers – 2:27

### Episodi 5-8
Il 10 aprile 2020 è stata pubblicata la colonna sonora del secondo arco di quattro episodi della settima e ultima stagione della serie.

#### Tracce
1. Trace & Rafa – 3:39
2. Getaway Dreams – 2:33
3. Ahsoka to the Rescue – 2:40
4. Cafe Coruscant – 1:52
5. Launching the Silverangel – 2:10
6. Droid Madness – 1:33
7. Spices – 4:36
8. Evading the Guards – 2:12
9. Desperate Breakout – 2:14
10. Prison Cell Talk – 3:06
11. Explosives – 2:42
12. Pikes and the Dark Side – 2:21
13. Chase in the Valley – 1:38
14. Ahsoka and the Martez Sisters – 3:00

### Episodi 9-12
Il 4 maggio 2020 è stata pubblicata la colonna sonora del terzo e ultimo arco di quattro episodi della settima e ultima stagione della serie.

#### Tracce
1. Ahsoka is Back – 2:07
2. Ahsoka vs. Maul – 2:41
3. Ahsoka and the 501st – 2:16
4. Race You to the Surface – 2:18
5. Ahsoka Cornered – 2:24
6. Chasing Saxon – 1:57
7. The Throne – 1:38
8. Break for the Shuttle – 3:06
9. Battle of Yerbana – 2:05
10. Aftermath in Mandalore – 1:22
11. We Don't Understand – 2:58
12. It's All of Us – 2:47
13. Victory and Death – 1:03
14. Crash Course Moon – 1:31
15. Y-Wing – 1:44
16. Obi-Wan and Ahsoka Argue – 2:42
17. Dodging Debris – 2:17
18. Burying the Dead – 2:16